# Lou Llobell
Lou Llobell (18 gennaio 1995) è un'attrice spagnola, di origine zimbabwese.

## Filmografia

### Cinema
- Voyagers, regia di Neil Burger (2021)
- The Pilgrim, regia di Joshua Benson (2021)

### Televisione
- Fondazione (Foundation) - serie TV, 19 episodi (2021-2023)